# 오사카 부립 대학
오사카 부립 대학(일본어: 大阪府立大学, Osaka Prefecture University)은 일본의 공립 대학이다. 대학 본부는 오사카부 사카이시 나카 구에 위치한다.
2022년 4월 오사카 시립 대학과 통합하여 오사카 공립대학으로 개편되었다.

## 연혁
오사카 부립 대학은 2005년에 (구)오사카 부립 대학, 오사카 여자 대학(大阪女子大學), 오사카 부립 간호대학(大阪府立看護大學)을 통합시켜서 설치되었다.

### (구)오사카 부립 대학
- 1883년 : 부립 오사카 의학교 교내에 수의학 강습소(獸醫學講習所) 설립.
→ 1888년 : 오사카 부립 농업학교(大阪府立農學校) 설치. 학과: 농과, 수의과.
- 1926년 : 부립 농업학교가 사카이 시로 이전, 농업보습학교 교원 양성소 설치
→ 1935년 : 오사카 부립 청년학교 교원 양성소(大阪府立靑年學校敎員養成所)로 분리
→ 1944년 : 관립(국립) 오사카 청년 사범학교(大阪靑年師範學校)로 개칭.
- 1939년 : 관립(국립) 오사카 고등 공업학교(大阪高等工業學校)가 사카이 시에 설립.
→ 1944년에 관립 오사카 공업 전문학교(大阪工業專門學校)로 개칭.
- 1942년 : 오사카 부립 농업학교의 수의과가 오사카 고등 수의학교(大阪高等獸醫學校)로 승격.
→ 1945년에 오사카 수의 축산 전문학교(大阪獸醫畜産專門學校)로 개칭.
- 1943년 : 오사카 부립 사카이 고등 공업학교(大阪府立堺高等工業學校)가 사카이 시에 설립.
→ 1946년에 오사카 부립 화학공업 전문학교(大阪府立化學工業專門學校)로 개칭.
- 1944년 : 오사카 농업 전문학교(大阪農業專門學校)가 이케다시에 설립(4월), 오사카 부립 요도 고등 공업학교, 오사카 부립 기계공업 전문학교 설립
- 1949년 : 관립 오사카 공업 전문학교, 관립 오사카 청년 사범학교, 오사카 수의 축산 전문학교, 오사카 농업 전문학교, 오사카 부립 화학공업 전문학교를 포괄해, 오사카 부립 나니와 대학(浪速大學) 발족.
- 1955년 : 오사카 부립 대학으로 개칭.
- 1981년 : 오사카 사회 사업 단기 대학(大阪社會事業短期大學)을 통합.

### 오사카 여자 대학
- 1924년 : 오사카 부 여자 전문학교(大阪府女子專門學校)가 오사카시 스미요시 구에 설립.
- 1949년 : 오사카 여자 대학으로 승격.
- 1976년 : 사카이 시에 이전.

### 오사카 부립 간호대학
- 1978년 : 오사카 부립 간호 단기 대학(大阪府立看護短期大學)이 오사카 시 스미요시 구에 설립.
- 1994년 : 오사카 부립 간호대학이 하비키노시에 개학.

## 조직

### 학부
- 공학부
- 생명환경과학부 (구 농학부)
- 이학부
- 경제학부
- 인간 사회 과학부
- 간호학부
- 종합재활학부

### 대학원
- 공학연구과
- 생명환경과학 연구과
- 이학계(理學系) 연구과
- 경제학연구과
- 인간 사회학 연구과
- 간호학연구과
- 종합재활학 연구과